# Bernisse
Bernisse est une ancienne commune néerlandaise, en province de Hollande-Méridionale. La commune tient son nom de la rivière Bernisse qui la traverse et qui relie la Spui au Brielse Meer. La commune comportait les villages Abbenbroek, Biert, Geervliet, Heenvliet, Oudenhoorn, Simonshaven et Zuidland. Ce dernier village était le plus grand village de la commune Bernisse.
La commune a fusionné avec la commune de Spijkenisse, donnant la commune de Nissewaard.